# Portada/efemèride febrer 21
Portada del primer exemplar de The New Yorker.
« 20 de febrer · 21 de febrer · 22 de febrer »